# Minha Bossa É Treta
Minha Bossa É Treta es un álbum de estudio de la cantante brasileña Yzalú lanzado el 18 de marzo el año 2016, el álbum contiene 12 pistas que se describen a continuación.

## Listado de canciones
El álbum fue clasificado como uno de los mejores álbumes de 2016, quinto en el ranking.

| N.º   | Título                                     | Duración |  |
| 1.    | «Alma Negra»                               | 1:08     |  |
| 2.    | «Minha Bossa É Treta»                      | 4:08     |  |
| 3.    | «Arrumei o Barraco»                        | 3:39     |  |
| 4.    | «Teu Sorriso»                              | 4:05     |  |
| 5.    | «Deixa Pra Lá»                             | 3:14     |  |
| 6.    | «Figura Difícil» (Yzalú/ Sabotage)         | 3:43     |  |
| 7.    | «É o Rap Tio»                              | 2:57     |  |
| 8.    | «"Deixo Ir"»                               | 3:11     |  |
| 9.    | «"Camin"»                                  | 3:33     |  |
| 10.   | «Rua 4»                                    | 3:33     |  |
| 11.   | «Lamento de Um Poeta»                      | 4:15     |  |
| 12.   | «Figura Difícil (Remix)» (Yzalú/ Sabotage) | 2:42     |  |
| 31:14 |                                            |          |  |

## Producción
- Marcelo Sanches – (Productor musical)
- Luiza Yara Lopes Silva – (Fotógrafa/Productor)